# Ulf Lehmann
Ulf Lehmann (Wusterhausen, RDA, 4 de febrero de 1958) es un deportista alemán que compitió para la RDA en vela en la clase Flying Dutchman.
Ganó una medalla de oro en el Campeonato Mundial de Flying Dutchman de 1996 y una medalla de plata en el Campeonato Europeo de Flying Dutchman de 1989.

## Palmarés internacional
| \| Representando a la RDA \| \| \| \| \| Campeonato Europeo \| \| \| \| \| Año \| Lugar \| Medalla \| Clase \| \| 1989 \| Balatonfüred (Hungría) \| Medalla de plata \| Flying Dutchman \| \| Representando a Alemania \| \| \| \| \| Campeonato Mundial \| \| \| \| \| Año \| Lugar \| Medalla \| Clase \| \| 1996 \| Balatonföldvár (Hungría) \| Medalla de oro \| Flying Dutchman \| |                          |                  |                 |
| Representando a la RDA |                          |                  |                 |
| Campeonato Europeo |                          |                  |                 |
| Año | Lugar                    | Medalla          | Clase           |
| 1989 | Balatonfüred (Hungría)   | Medalla de plata | Flying Dutchman |
| Representando a Alemania |                          |                  |                 |
| Campeonato Mundial |                          |                  |                 |
| Año | Lugar                    | Medalla          | Clase           |
| 1996 | Balatonföldvár (Hungría) | Medalla de oro   | Flying Dutchman |